# Станстед-Експрес

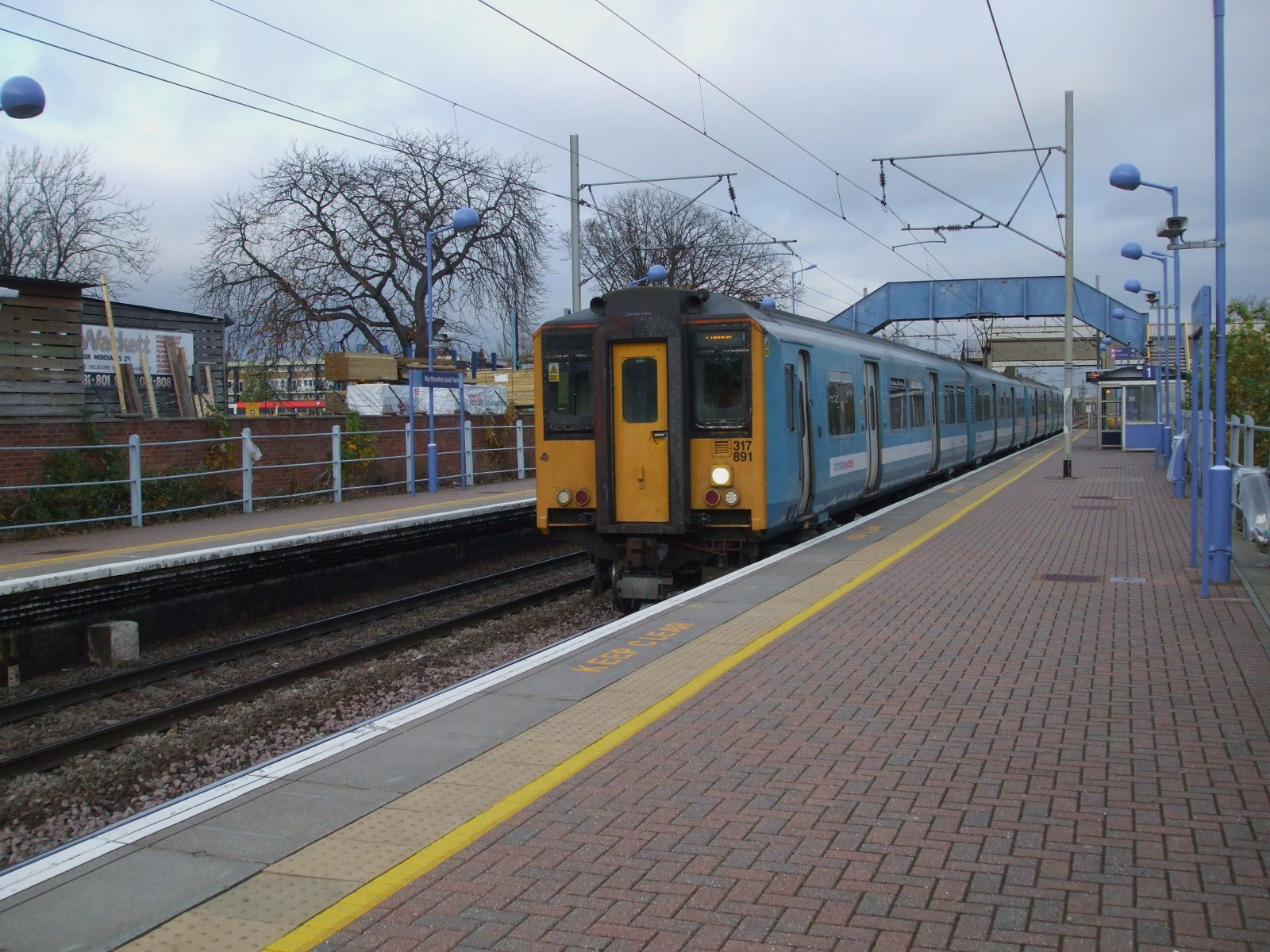
Потяг Станстед-Експрес минає станцію Нортумберленд-парк без зупинки

Станстед-Експрес — залізнична лінія між Лондонським аеропортом Станстед та станцією Ліверпуль-стріт та потяг, що курсує лінією. Залізницю було відкрито у 1991 році і є під орудою оператора Greater Anglia.

## Операції
Станстед-Експрес вирушає до аеропорту щодня з 04:00 до 23:30, до Лондону з 06:00 до 01:00. Інтервал між відправленнями — 15 хвилин. Поїздка займає приблизно 45 хвилин, потяг зупиняється ще на декількох станціях, на станції Тоттенгем-Гейл, можлива пересадка на лінію Вікторія Лондонського метро, на станції Ліверпуль-стріт у центрі Лондона є можливість пересадки на лінії Лондонського метрополітену, автобуси та потяги.
Потяги мають кондиціоновані вагони, досить місця для багажу та спеціальні місця для інвалідів. Квитки можна придбати в Інтернеті, у білетних автоматах або в спеціальних касах в аеропорту Станстед та станції Ліверпуль-стріт.

## Рухомий склад
| Клас                    | Фото | Тип          | Найвища швидкість | Найвища швидкість | Кількість | Маршрут                             | Побудовано |
| Клас                    | Фото | Тип          | mph               | km/h              | Кількість | Маршрут                             | Побудовано |
| ----------------------- | ---- | ------------ | ----------------- | ----------------- | --------- | ----------------------------------- | ---------- |
| Class 379 "Electrostar" |      | Електропоїзд | 100               | 160               | 30        | Ліверпуль-стріт - Аеропорт Станстед | 2010-2011  |